# Солохон
Свети мученик Солохон је хришћански светитељ. По пореклу је био Мисирац. Био је и римски војник под војводом Кампаном, за време владавине цара Максимијана. Када је стигла царска наредба, да сви војници принесу жртве идолима, Солохон се изјаснио као хришћанин. То исто су учинила и два његова друга: Памфамир и Памфалон. Војвода је нареди да их бију и муче страшним мукама, под којима су умрли свети Памфамир и Памфалон. Солохон је остао још у животу, и стављен је на нове муке. Тако, наредио је војвода војницима, да му мачем отворе зубе и саспу у уста жртву идолску. Мученик је зубима сломио гвожђе. Најзад су му проболи писаће перо кроз оба уха и тако га оставили да умре. Хришћани су узели мученика и однели га у дом удовице, где се мало окрепи јелом и пићем, па настави саветовати верне да буду истрајни у вери и у мукама за веру. После тога се помолио Богу и преминуо 298. године.
Српска православна црква слави га 17. маја по црквеном, а 30. маја по грегоријанском календару.